# N’oubliez pas
A N’oubliez pas (magyarul: Ne felejtsétek el!) a francia Lisa Angell dala, mellyel Franciaországot képviselte a 2015-ös Eurovíziós Dalfesztiválon, Bécsben. A dal belső kiválasztás során nyerte el az eurovíziós indulás jogát, és 2015. január 23-án mutatták be nyilvánosan.

## Eurovíziós Dalfesztivál
Mivel Franciaország tagja az automatikusan döntős Öt Nagy országának, ezért a dalt az Eurovíziós Dalfesztiválon a május 23-án rendezett döntőben adta elő. Fellépési sorrendben másodikként lépett fel, a Szlovéniát képviselő Maraaya Here for You című dala után és az Izraelt képviselő Nadav Guedj Golden Boy című dala előtt. A szavazás során összesítésben 4 ponttal a verseny huszonötödik helyezettje lett.
A következő francia induló Amir J’ai cherché című dala volt a 2016-os Eurovíziós Dalfesztiválon.